# خوآن آنجل آلبین
خوآن آنجل آلبین (انگلیسی: Juan Ángel Albín؛ زادهٔ ۱۷ ژوئیهٔ ۱۹۸۶) بازیکن فوتبال اهل اروگوئه است که در پست هافبک تهاجمی یا وینگر برای باشگاه رامپلا جونیورز در لیگ دسته دوم اروگوئه بازی می‌کند.
وی همچنین در تیم‌های ملی فوتبال زیر ۱۷ سال اروگوئه و زیر ۲۰ سال اروگوئه بازی کرده‌است.